# 7 d'agost
El 7 d'agost és el dos-cents dinovè dia de l'any del calendari gregorià i el dos-cents vintè en els anys de traspàs. Queden 146 dies per finalitzar l'any.

## Esdeveniments
Països Catalans
- 1865: Barcelona: Estrena de Liceistes y «Cruzados», de Frederic Soler, al Teatro de Variedades.[1]
- 1936: L'illa de Formentera és ocupada per l'exèrcit republicà, sota les ordres d'Alberto Bayo.
- 1954, França: Josep Tarradellas esdevé president de la Generalitat republicana a l'exili, succeint a Josep Irla.
- 1979: 22 persones varen resultar mortes en un incendi en un bosc als voltants de Lloret de Mar (la Selva).[2]

Resta del món
- 626 - fi del setge fallit de Constantinoble pels àvars, els eslaus, els búlgars i altres tribus paganes en coordinació amb els perses acampats a l'altra banda del Bòsfor.[3]
- 1420 - Florència (Itàlia): comença la construcció de la cúpula de Santa Maria del Fiore, projectada per Filippo Brunelleschi.
- 1720 - Granhamn (Illes Åland, Finlàndia): Final de la batalla de Grengam en el transcurs de la Gran Guerra del Nord.
- 1743 - Turku (Finlàndia): Fi de la Guerra russosueca de 1741-1743 amb la signatura pels dos països del Tractat d'Åbo amb el qual els russos van obtenir les àrees a l'est del riu Kymijoki i els suecs van accedir a la coronació de Adolf Frederic de Suècia.
- 1780, Oceà Atlàntic, Portugal: Els anglesos pateixen la seva pitjor derrota naval durant la captura del doble comboi anglès de 1780 quan els ataquen la marina franco-hispànica entre les Açores i el Cap de São Vicente en el marc de la Guerra anglo-espanyola.
- 1814 - Roma: Pius VII rehabilita la Companyia de Jesús, suprimida en 1773.
- 1815: Napoleó Bonaparte embarca definitivament cap a l'illa de Santa Helena.
- 1819: després de la batalla de Boyacá, Colòmbia s'independitza d'Espanya.
- 1914: dues terceres parts de l'exèrcit de l'estat de Montenegro passa sota el control de Sèrbia, en guerra amb Àustria en el marc de la Primera Guerra Mundial.[4]
- 1932: el grup bretó Gwenn ha Du destrueix amb una bomba el monument a la Unió de Bretanya amb França a Rennes.
- 1960: Costa d'Ivori s'independitza de França.
- 1996: el grup japonès Every Little Thing treu al mercat el seu primer disc, "Feel My Heart".
- 1996: una riuada travessa el càmping "Las Nieves" de Biescas, amb el resultat de 87 morts.[5]
- 1998, Dar es Salaam (Tanzània) i Nairobi (Kenya): Els atemptats contra les ambaixades estatunidenques de Kenya i Tanzània, atribuït a membres del Gihad Islàmic, causen més de dos centenars de morts per dues explosions de camió bomba gairebé simultànies a dues ambaixades estatunidenques. L'atac situa a Ossama bin Laden i Ayman al-Zawahirí i la seva organització Al-Qaida sota una activa busca per l'FBI.

## Naixements
Països Catalans
- 1913 - Barcelona: Aurora Díaz-Plaja Contestí, bibliotecària i escriptora catalana (m. 2003).[6]
- 1914 - Salàs de Pallars, Pallars Jussà: Concepció G. Maluquer, escriptora catalana que conreà la poesia i la novel·la (m. 2004).[7]
- 1921 - Santa Coloma de Farners, la Selva: Josep Beulas i Recasens, pintor català vinculat a la ciutat d'Osca, on es va instal·lar el 1944.
- 1948 - Palma, Mallorca: Pau Riba i Romeva, cantant polifacètic.[8]
- 1960 - Alboraia, Horta Nord: Rosana Pastor, actriu valenciana de teatre, cinema i televisió.[9]

Resta del món
- 1815, Mülheim am Rhein: Karl Formes, cantant d'òpera alemany.
- 1867, Birkal (Alemanya): Emil Nolde, pintor expressionista alemany (m. 1956).
- 1868, Londres (Anglaterra): Granville Bantock, compositor britànic de música clàssica (m. 1946).[10]
- 1871, Jorasanco, Índia: Abanindranath Tagore, intel·lectual, artista, escriptor i principal creador de la Indian Society of Oriental Art (m. 1951).
- 1876, Ljouwert, Països Baixos: Mata Hari, ballarina i espia.[11]
- 1890, Concord, EUA: Elizabeth Gurley Flynn, periodista, escriptora, sindicalista, activista i comunista nord-americana (m. 1964).[12]
- 1894, Campanha: Maria Martins, escultora, dissenyadora, gravadora, pintora, escriptora i música brasilera (m. 1973).[13]
- 1895, Estocolm: Sonja Johnsson, nedadora sueca que va competir als Jocs Olímpics d'Estiu de 1912 (m. 1986).[14]
- 1933, Los Angeles, Califòrnia (EUA): Elinor Ostrom, economista estatunidenca, Premi Nobel d'Economia de l'any 2009. (m. 2012)[15]
- 1942, Santo Amaro da Purificação, Estat de Bahia, Brasil: Caetano Veloso, cantautor brasiler i impulsor del tropicalisme.[16]
- 1946, Roanoke, Virgínia (EUA): John C. Mather, astrofísic nord-americà, Premi Nobel de Física de l'any 2006.[17]
- 1947, Màrxyntsi, Ucraïna: Sofia Rotaru, cantant.
- 1956, San José: Christiana Figueres, diplomàtica i antropòloga costa-riquenya, una de les grans expertes del món en canvi climàtic.[18]
- 1960, Nova York, Estats Units: David William Duchovny és un actor estatunidenc i és conegut pel seu paper de Fox Mulder a la sèrie de televisió "The X-Files".
- 1961, Santa Marta, Colòmbia, Carlos Vives és un cantant, actor i compositor colombià amb sis Grammy Llatins.
- 1966, Huntsville (Alabama), EUA: Jimbo Wales, fundador de Wikipedia.
- 1971, Segòvia: Eva Hache, actriu, presentadora, comediant i locutora espanyola.[19]
- 1975, Benoni, Gauteng, Sud-àfrica: Charlize Theron, actriu i productora sud-africana i estatunidenca.[20]
- 1977, 
  - Brzeg Dolny, Voivodat de Baixa Silèsia, Polònia: Aleksandra Kurzak, soprano polonesa.
  - Candás, Astúries, Espanya: Paula Echevarría és una actriu i model espanyola.
- 1996, Utrera, Espanya: Daniel "Dani" Ceballos Fernández és un futbolista professional andalús que juga com a migcampista pel Reial Madrid.

## Necrològiques
Països Catalans
- 1822 - València: Antoni Montesinos i Millo, compositor valencià (n. 1754).[21]
- 1924 - Barcelona: Joan Salvat-Papasseit, escriptor.[22]
- 1941 - El Caire, Egipte: Gabriel Alomar i Villalonga, poeta, prosista i assagista mallorquí.
- 1948 - Barcelona: Feliu Elias i Bracons (Apa i Joan Sacs, pseudònims), dibuixant, caricaturista, pintor, il·lustrador i crític d'art català.
- 1963 - Castellnou de Bages: Ramon Vila Capdevila (Caracremada, pseudònim), maqui i opositor al règim franquista.
- 2002 - Sitges, Garraf: Lina Richarte i Corretgé, soprano catalana (n. 1921).[23]
- 2007 - Sabadell: Ramon Noè i Hierro, dibuixant i pintor català.
- 2014 - Amsterdam: Cristina Deutekom (nascuda Stientje Engel), cantant d'òpera neerlandesa (n. 1931).[24]
- 2016 - València: Dolores Vargas, de sobrenom «la Terremoto», cantant i actriu catalana (n. 1936).[25]
- 2017 - Mataró: Genís Samper i Triedu fou un religiós escolapi i pedagog català.

Resta del món
- 1834 - Oullins (França): Joseph Marie Jacquard, inventor francès conegut per automatitzar, mitjançant l'ús de targetes perforades, l'anomenat teler de Jacquard.
- 1937 - Le Cannet, Henri Lebasque, pintor post-impressionista francès.
- 1941 - Santiniketan, Índia: Rabindranath Tagore, escriptor, músic, pintor i filòsof indi, Premi Nobel de Literatura el 1913.[26]
- 1951 - Santiago de Xile Winétt de Rokha, poeta xilena (n. 1894).[27]
- 1974 - 
  - Manhattan: Virginia Apgar, anestesiòloga obstètrica estatunidenca, que ideà la puntuació d'Apgar (n. 1909).[28]
  - Tel-Aviv: Rosario Castellanos, una de les escriptores mexicanes més importants del segle xx.[29]
- 1995 - Londres, Anglaterra: Brigid Brophy, novel·lista, crítica i activista britànica (n. 1929).[30]
- 2000, Sevilla: Pina López-Gay, historiadora i dirigent política i sindical espanyola.[31]
- 2019 - Newport Beach, Califòrnia (EUA): Kary Banks Mullis, bioquímic estatunidenc, Premi Nobel de Química de l'any 1993 (n. 1944).[32]

## Festes i commemoracions
- Dia Nacional a Costa d'Ivori.
- Tradicional fira del joguet a Crevillent (el Baix Vinalopó)

### Santoral[33]

#### Església Catòlica[34]
- Sants al Martirologi romà (2011): Afra d'Augsburg, màrtir (304); Donacià de Châlons-sur-Marne, bisbe (s. IV); Donat d'Arezzo, bisbe (362); Sixt II, papa, i els seus diaques Agapit i Felicíssim de Roma, màrtirs (258); Victrici de Rouen, bisbe (410); Donat de Besançon, bisbe (660); Albert de Sicília, carmelita (1307); Gaietà de Thiene, prevere fundador dels teatins (1547)
  - Beats: Giordano Forzaté, prior (1248); Albert, monjo (1350); Vincenzo d'Aquila, místic (1504); Agatàngel de Vindocino (François Nourry) i Cassià de Nannetibus (Gonçalo Vaz López-Netto), caputxins màrtirs (1638); John Woodcock, Edward Bamber, Thomas Whitaker, preveres màrtirs (1646); Nicolai Postate, màrtir (1679); Miguel de la Mora, sacerdot màrtir (1927).
- Sants: Clàudia, mare del papa Lli I (s. I); Faust de Milà, soldat i màrtir (ca. 190); Pere, Juliana de Roma i 18 companys màrtirs (ca. 260); Carpòfor, Exantos, Cassi, Severí, Secund i Licini de Como, màrtirs (ca. 295); Hilarí d'Òstia, monjo màrtir (361); Domeci de Nisibis, diaca, eremita i màrtir (363); Eufroni d'Autun; Ulric I de Passau, bisbe (1121).
- Venerables: Nantwein de Wolfratshausen, pelegrí i màrtir (1286); Friedrich Spee, prevere (1635); Pedro Urraca de la Santísima Trinidad (1657), mercedari.

#### Església Copta
- 1 Mesori: Santa Anna, mare de la Mare de Déu; Abali (Apol·ló), fill de Just, màrtir; Ciril V d'Alexandria, patriarca (1927).

#### Església Ortodoxa (segons el calendari julià)
- Se celebren els corresponents al 20 d'agost del calendari gregorià.

#### Església Ortodoxa (segons el calendari gregorià)
Corresponen als sants del 25 de juliol del calendari julià.
- Sants: Anna (mare de Maria); Blandina de Lió i companys Màrtirs de Lió: Sanci, Matur, Àtal, Vívlia, Veci, Epàgat, Pòntic i Alexandre (177); Olímpia de Constantinoble, Eupràxia i Júlia de Tabenna (413); Macari de Xeltovod, abat (1444); Cristòfor de Solvitxegodsk (1572); Gran Duc Miquel de Rússia, Nikolai Johnson i Piotr Remez, neomàrtirs (1918); Gregorios Kallidis, metropolità de Tessalònica (1925); Aleksandr, prevere màrtir (1927); Fiodor Tonkovid, prevere màrtir (1942); Vukosav Milanovic, Rodoljub Samardzic, preveres màrtirs (1941 i 1945); Iraida la Benefactora (1967); 165 Pares dels Cinc Concilis Ecumènics.

#### Esglésies luteranes
- Afra d'Augsburg, màrtir (304).

#### Esglésies anglicanes
- John Mason Neale, prevere i autor d'himnes (1866).